# Dennis Murphy (hockey sur glace)
Pour les articles homonymes, voir Murphy.
Dennis Murphy (8 juin 1957 à Malden, État du Massachusetts) est un joueur professionnel américain de hockey sur glace devenu entraîneur. Il a été naturalisé français.

## Biographie

### Carrière en club
Il commence sa carrière dans l'équipe de Dartmouth College en NCAA en 1976. Après une saison à Copenhague au Danemark, il rejoint la France en 1981. Il rejoint les Diables Rouges de Briançon en Ligue Magnus. Il passe la majeure partie de sa carrière avec l'équipe haut-alpine. Il a été capitaine de l'équipe. En 1993, il signe au Nice HCA avant de rejoindre la saison suivante les Ours de Villard-de-Lans en Division 1. En 1997, il met un terme à sa carrière de joueur. Aujourd'hui, il profite de sa retraite sportive pour enseigner l'anglais aux licences de l'institut d'urbanisme de Grenoble. Il enseigne actuellement l'anglais au lycée général à la Cité Scolaire Jean Prévost de Villard-de-Lans.

### Carrière internationale
Il a représenté l'Équipe de France de hockey sur glace aux championnats du monde en 1989 et 1990.

### Carrière d'entraîneur
Il a entraîné l'équipe de Villard-de-Lans de 1994 à 2005. Sous sa houlette, les Ours de Villard-de-Lans remportent le Championnat de France de Division 1 en 2001 et 2002, ainsi que la Coupe de France en 2003.

## Trophées et honneurs personnels

### Ligue Magnus
- 2003 : remporte le trophée Camil-Gélinas.

### Diables rouges de Briançon
- Son numéro 11 est retiré le 4 janvier 2014.

## Statistiques

### En club
| Saison    | Équipe            | Ligue        |    | Saison régulière | Saison régulière | Saison régulière | Saison régulière | Saison régulière |   | Séries éliminatoires | Séries éliminatoires | Séries éliminatoires | Séries éliminatoires | Séries éliminatoires |
| Saison    | Équipe            | Ligue        | PJ | B                | A                | Pts              | Pun              | PJ               | B | A                    | Pts                  | Pun                  |                      |                      |
| 1976-1977 | Dartmouth College | NCAA         | 26 | 5                | 10               | 15               | 34               |                  |   |                      |                      |                      |                      |                      |
| 1977-1978 | Dartmouth College | NCAA         | 26 | 19               | 15               | 34               | 24               |                  |   |                      |                      |                      |                      |                      |
| 1978-1979 | Dartmouth College | NCAA         | 30 | 19               | 29               | 48               | 24               |                  |   |                      |                      |                      |                      |                      |
| 1979-1980 | Dartmouth College | NCAA         | 31 | 13               | 26               | 39               | 16               |                  |   |                      |                      |                      |                      |                      |
| 1981-1982 | Briançon          | Nationale B  |    |                  |                  |                  |                  |                  |   |                      |                      |                      |                      |                      |
| 1982-1983 | Briançon          | Ligue Magnus |    |                  |                  |                  |                  |                  |   |                      |                      |                      |                      |                      |
| 1982-1983 | Briançon          | Ligue Magnus |    |                  |                  |                  |                  |                  |   |                      |                      |                      |                      |                      |
| 1983-1984 | Briançon          | Ligue Magnus |    |                  |                  |                  |                  |                  |   |                      |                      |                      |                      |                      |
| 1984-1985 | Briançon          | Ligue Magnus |    |                  |                  |                  |                  |                  |   |                      |                      |                      |                      |                      |
| 1985-1986 | Briançon          | Ligue Magnus |    | 27               | 21               | 48               |                  |                  |   |                      |                      |                      |                      |                      |
| 1986-1987 | Briançon          | Ligue Magnus | 36 | 49               | 37               | 86               | 6                |                  |   |                      |                      |                      |                      |                      |
| 1987-1988 | Briançon          | Ligue Magnus | 32 | 29               | 33               | 62               | 24               |                  |   |                      |                      |                      |                      |                      |
| 1988-1989 | Briançon          | Ligue Magnus | 42 | 34               | 37               | 71               | 10               |                  |   |                      |                      |                      |                      |                      |
| 1989-1990 | Briançon          | Ligue Magnus | 24 | 14               | 13               | 27               | 16               |                  |   |                      |                      |                      |                      |                      |
| 1990-1991 | Briançon          | Ligue Magnus | 28 | 8                | 14               | 22               | 16               | 7                | 2 | 6                    | 8                    | 4                    |                      |                      |
| 1991-1992 | Briançon          | Ligue Magnus | 16 | 7                | 6                | 13               | 8                |                  |   |                      |                      |                      |                      |                      |
| 1993-1994 | Nice HCA          | Division 2   | 26 | 41               | 22               | 63               | 10               |                  |   |                      |                      |                      |                      |                      |
| 1994-1995 | Villard-de-Lans   | Division 1   | 24 | 20               | 15               | 35               | 16               |                  |   |                      |                      |                      |                      |                      |
| 1995-1996 | Villard-de-Lans   | Division 1   | 24 | 17               | 12               | 29               | 24               |                  |   |                      |                      |                      |                      |                      |
| 1996-1997 | Villard-de-Lans   | Division 1   | 27 | 13               | 15               | 28               | 6                |                  |   |                      |                      |                      |                      |                      |

### En équipe nationale
| Année | Compétition          |   | PJ | B | A | Pts | Pun | +/-            |  | Résultat |
| 1990  | Championnat du monde | 7 | 1  | 1 | 2 | 0   |     | 4e du groupe B |  |          |